# Филипп II (граф Шаумбург-Липпе)
Филипп II Эрнст Шаумбург-Липпский (нем. Philipp II. Ernst zu Schaumburg-Lippe; 5 июля 1723, Ринтельн — 13 февраля 1787, Бюккебург) — граф Шаумбург-Липпе в 1777—1787 годах.

## Биография
Сын графа Фридриха Эрнста Липпе-Альвердиссенского (1694—1777) и его супруги Елизаветы Филиппины фон Фризенхаузен (1696—1764). В 1777 году Филипп II наследовал в Шаумбург-Липпе своему дяде Вильгельму, оставшемуся без наследников.
В 1756 году Филипп женился в Веймаре на принцессе Эрнестине Альбертине Саксен-Веймарской (1722—1769), дочери герцога Эрнста Августа I Саксен-Веймар-Эйзенахского и Элеоноры Вильгельмины Ангальт-Кётенской. В этом браке родились Клеменс Август Эрнст (1757), Карл Вильгельм Фридрих (1759—1780), Георг Карл Фридрих (1760—1776) и Фридерика Антуанетта (1762—1777).
Во второй раз граф Филипп сочетался браком в 1780 году в Филипстале с принцессой Юлианой Гессен-Филипстальской, дочерью ландграфа Вильгельма Гессен-Филипстальского и Ульрики Элеоноры Гессен-Филипсталь-Бархфельдской. Во втором браке родились:
- Элеонора Луиза (1781—1783)
- Вильгельмина Шарлотта (1783—1858), замужем за графом Эрнстом Фридрихом Мюнстер-Леденбургским
- Георг Вильгельм (1784—1860), женат на Иде Каролине Луизе Вальдек-Пирмонтской
- Каролина Луиза (1786—1846)